# Balshattihal, Shorapur
Balshattihal là một làng thuộc tehsil Shorapur, huyện Gulbarga, bang Karnataka, Ấn Độ.